# Dolno Vojvodino
Dolno Vojvodino (bulgariska: Долно Войводино) är ett distrikt i Bulgarien.   Det ligger i kommunen Obsjtina Chaskovo och regionen Chaskovo, i den centrala delen av landet, 210 km sydost om huvudstaden Sofia.
Trakten runt Dolno Vojvodino består till största delen av jordbruksmark. Runt Dolno Vojvodino är det ganska glesbefolkat, med 38 invånare per kvadratkilometer.